# 国際電気通信基礎技術研究所

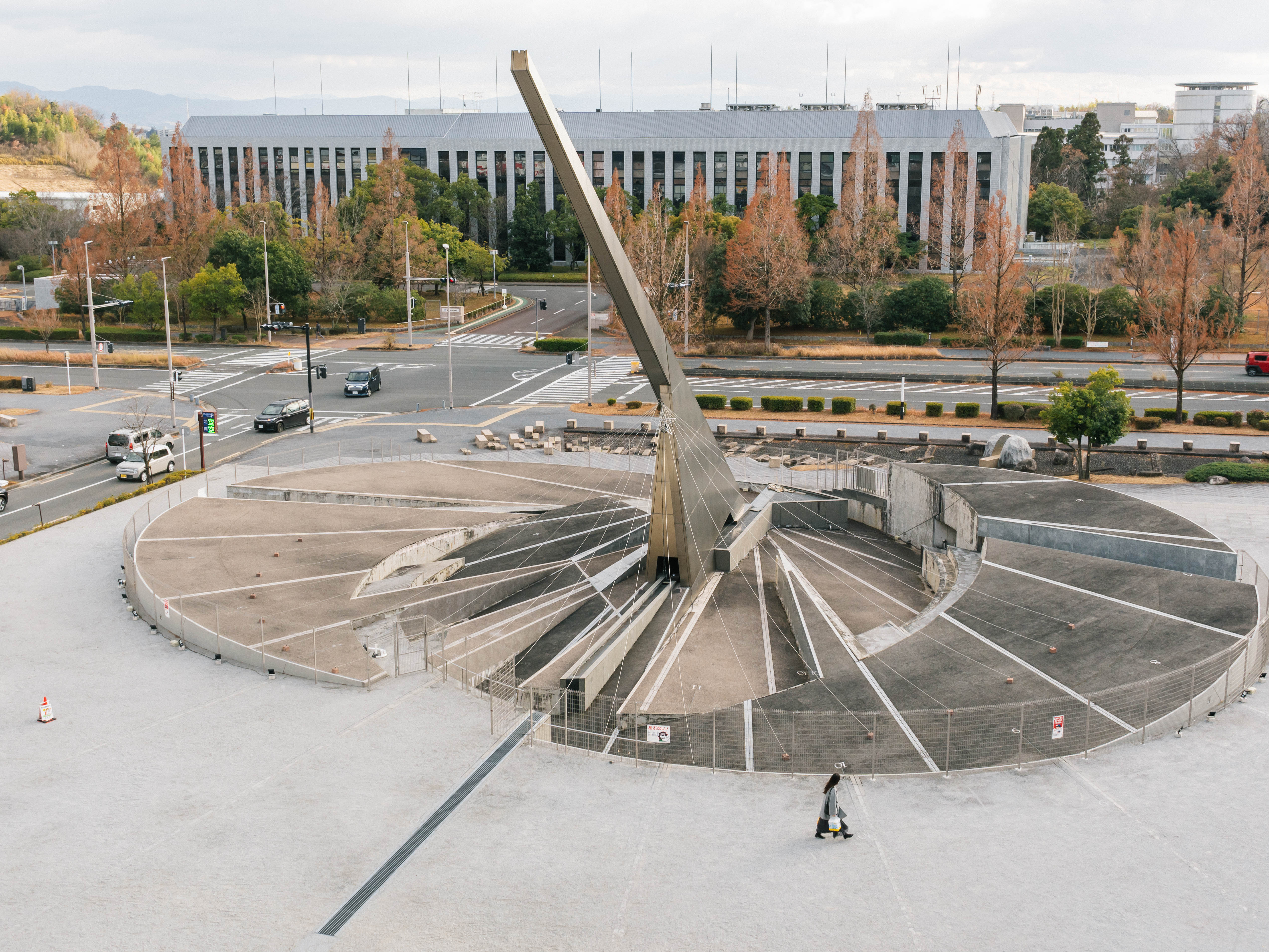
けいはんなプラザホテルから見る研究所。手前は日時計広場。

株式会社国際電気通信基礎技術研究所（こくさいでんきつうしんきそぎじゅつけんきゅうしょ、Advanced Telecommunications Research Institute International：通称ATR）は、京都府精華町にある第三セクターの研究所。 
産官学の幅広い支援を得て設立された電気通信分野における基礎的・独創的研究の一大拠点として内外に開かれた研究所で、21世紀の高度情報社会を人間性あふれる真に豊かな生活の場とすることを目的とし、競争的研究資金への応募や国、民間企業からの受託により情報通信分野の基礎から応用まで幅広く研究を行っている。
研究組織は、2つの総合研究所の傘下に、6つの研究所と2つの特別研究所がある構成となっている。

## 沿革
- 1978年9月 - 関西学術研究都市調査懇談会（座長：奥田東 京都大学名誉教授）「新都市構想」を提案
- 1984年12月 - 関西経済連合会などから要望書提出
- 1985年
  - 3月 - 関経連電気通信基礎技術研究所設立準備研究会発足
  - 4月 - 日本電信電話公社民営化
  - 10月 - 特別許認可法人 基盤技術研究促進センター設立
- 1986年
  - 3月 - 株式会社国際電気通信基礎技術研究所（ATR）設立
  - 4月 -
    - 大阪ビジネスパーク（OBP）に暫定研究所開所
    - 株式会社エイ・ティー・アール通信システム研究所設立
    - 株式会社エイ・ティー・アール自動翻訳電話研究所設立
    - 株式会社エイ・ティー・アール視聴覚機構研究所設立
    - 株式会社エイ・ティー・アール光電波通信研究所設立
- 1987年7月 - ATR本研究所起工式（関西文化学術研究都市）
- 1989年4月 - ATR本研究所開所
- 1991年5月 - 天皇・皇后視察
- 1992年3月 - 株式会社エイ・ティー・アール人間情報通信研究所設立
- 1993年
  - 3月 - 株式会社エイ・ティー・アール音声翻訳通信研究所設立
  - 4月 - 秋篠宮文仁親王・同妃視察
- 1994年9月 - ITU京都全権委員会議開催、皇太子・同妃視察
- 1995年3月 - 株式会社エイ・ティー・アール知能映像通信研究所設立
- 1996年3月 - 株式会社エイ・ティー・アール環境適応通信研究所設立
- 1997年9月 - 中国科学院との研究協力覚書調印
- 2000年
  - 1月 - 株式会社エイ・ティー・アール音声言語通信研究所設立
  - 5月 - イギリス貿易産業省 科学担当大臣セインズベリー卿視察
- 2001年10月 - 国際電気通信基礎技術研究所内に、音声言語コミュニケーション研究所、適応コミュニケーション研究所、人間情報科学研究所、メディア情報科学研究所の設置
- 2002年
  - 2月 - モンゴル国 トゥムルオチル国民大会議議長視察
  - 7月 - ドイツ ヨハネス・ラウ大統領視察
  - 10月 - 知能ロボティクス研究所設置
- 2003年5月 - 脳情報研究所設置
- 2004年
  - 4月 - 波動工学研究所、ネットワーク情報学研究所設置
  - 10月 - 日本科学未来館との相互協力に関する協定書調印
  - 11月 - 株式会社ATR-Promotions設立
- 2006年
  - 4月 - 認知情報科学研究所設置
  - 5月 - 知識情報科学研究所設置

## 所在地
- 京都府相楽郡精華町光台2-2-2

## 代表者
- 浅見徹（代表取締役社長）[1]
- 鈴木博之（代表取締役副社長）[1]

## 機構・研究部門
- 脳情報通信総合研究所
  - 脳情報研究所
  - 認知機構研究所
  - 脳情報解析研究所
- 社会メディア総合研究所
  - 知能ロボティクス研究所
  - 適応コミュニケーション研究所
  - 波動工学研究所
  - 石黒浩特別研究所
  - 佐藤匠徳特別研究所

## 在籍した人物
- 西村剛